# Rika Masujaová
Rika Masujaová (japonsky 増矢 理花, * 14. září 1995 Tokušima) je japonská fotbalistka.

## Reprezentační kariéra
Za japonskou reprezentaci v letech 2014 až 2018 odehrála 27 reprezentačních utkání. Byla členkou japonské reprezentace i na Mistrovství Asie ve fotbale žen 2018.

## Statistiky
| Japonsko | Japonsko | Japonsko |
| Roky     | Záp.     | Góly     |
| -------- | -------- | -------- |
| 2014     | 7        | 2        |
| 2015     | 3        | 1        |
| 2016     | 3        | 0        |
| 2017     | 2        | 0        |
| 2018     | 12       | 3        |
| Celkem   | 27       | 6        |

## Úspěchy

### Reprezentační
- Mistrovství Asie:  2018